# Cordylophora solangiae
Cordylophora solangiae är en nässeldjursart som beskrevs av Redier 1967. Cordylophora solangiae ingår i släktet Cordylophora och familjen Oceanidae. Inga underarter finns listade i Catalogue of Life.